# Crise psicogênica não epiléptica
A crise psicogênica não epiléptica é um tipo de crise semelhante superficialmente com uma crise epiléptica, mas sem a característica associada a descargas elétricas da epilepsia. Em vez disso, elas são de origem psicológica, e pode ser pensado como semelhante à uma convulsão. Estima-se que 20% dos pacientes atendidos como epiléticos nas clínicas especializadas têm crises psicogênicas não-epiléticas.

## Diagnóstico
O diagnóstico diferencial deste tipo de envolve em primeiro lugar afastar a epilepsia como a causa da crise, juntamente com outras causas orgânicas de não-epilepsia, tais como síncope, enxaqueca, vertigem, e acidente vascular cerebral, por exemplo. No entanto, é importante notar que entre 10-30% dos pacientes com epilepsia também têm crises psicogênicas não-epiléticas. Crises do lobo frontal podem ser confundidos com crises psicogênicas, porém estes tendem a ter menor duração, padrões estereotipados e ocorrência de movimentos involuntários durante o sono. Logo depois, transtornos fictícios (simulando ataques através de processos inconscientes por motivos psicológicos) e simulação de doença (simulando crises convulsivas intencionalmente para ganho secundário, como a compensação ou evitação de punição penal) são excluídos. Finalmente outras condições psíquicas são eliminadas que podem assemelhar superficialmente apreensões, incluindo pânico, esquizofrenia, e distúrbio de despersonalização.
Um clínico experiente é frequentemente capaz de fazer o diagnóstico a partir de uma cuidadosa história, mas o teste mais conclusivo para distinguir verdade a epilepsia de crises psicogênicas não-epiléticas é o eletroencefalograma a longo prazo, com o objetivo de capturar um ou dois episódios em ambos os videoteipe e EEG em simultâneo (alguns médicos podem utilizar uma sugestão para tentar desencadear um episódio). O convencional não pode ser particularmente útil devido a uma alta taxa de resultados falsos-positivos anormais na população em geral, mas também de resultados anormais em pacientes com alguns dos transtornos mentais que podem fazer as mímicas da crise psicogênica.
Após mais tônico-clonicas ou epilepsias parciais complexa, a origem dos níveis sanguíneos de soro prolactina, pode ser detectada por testes laboratoriais, se uma amostra é colhida no momento certo. No entanto, devido a falsos positivos e variabilidade nos resultados deste teste é feita com menos frequência.

### Características distintivas
Algumas características são mais ou menos propensas a sugerir crises psicogênicas não-epiléticas, mas eles não são conclusivos e devem ser considerados no contexto mais amplo quadro clínico. Características que são comuns, mas rara na epilepsia incluem: morder a ponta da língua, convulsões que duram mais de dois minutos, as crises terem um início gradual, um curso flutuante da gravidade da doença, sendo os olhos fechados durante a apreensão, e face à lado os movimentos da cabeça. Características que são incomuns na crise psicogênica incluem movimentos automáticos complexos durante a crise, uma forte mordida na língua, morder o interior da boca, e incontinência.
Se um paciente com suspeita da crise tem um episódio durante um exame clínico, há uma série de sinais que podem ser obtidas para apoiar ou refutar o diagnóstico da crise psicogênica. Comparando a doentes com epilepsia, os pacientes com a crise tendem a resistir com os olhos abertos forçosamente (se forem fechadas durante o ocorrido), irá parar de bater suas mãos seu próprio rosto, se a mão é caiu sobre a cabeça, e vai fixar os olhos em uma maneira sugerindo uma ausência de interferência neurológica. Esses testes não são conclusivos.

## Fatores de Risco
75% dos pacientes são mulheres, com crises se iniciando no final dos tempos de adolescência precoce. Doentes mórbidos têm, frequentemente, uma condição médica, tais como asma, e podem ter quadro psicopatológico, tais como transtorno depressivo ou ansiedade. A presença destes transtornos de personalidade, muitas vezes relacionados com um trauma na infância, tem levado pesquisadores a postular que estas crises podem ser uma expressão de danos psicológicos reprimidos em resposta ao trauma, tais como abuso infantil. Sublinhando essas teorias para os pacientes podem levar a síndrome da falsa memória, assim que deve ser introduzida delicadamente. Outras experiências traumáticas, como assédio moral na idade adulta, dificuldades de aprendizagem, ou adverso dinâmica familiar também pode ser importante pré-eliminação ou manutenção fatores.

## Tratamento
As evidências provém do relatos de casos. Um primeiro passo importante é uma discussão com o paciente que explica seu diagnóstico de forma aberta e sensível. Um diagnóstico ou uma experiência negativa irá frustrar o paciente, pode fazer com que ele rejeite qualquer nova tentativa de tratamento e até mesmo agravar o seu quadro de saúde.
Feitas as recomendações ao paciente e ao familiar de seu quadro atual e de seu prognóstico, em seguida é prescrito o tratamento psicológico. A psicoterapia, também chamada por alguns de análise, é o tratamento mais indicado.